# IC 2889
IC 2889 — галактика типу SBc () у сузір'ї Чаша.
Цей об'єкт міститься в оригінальній редакції індексного каталогу.